# Tichá dohoda (román)
Tichá dohoda je román, jehož autorem je americký filmový a divadelní režisér Elia Kazan. Kniha vyšla v roce 1967 v USA a sklidila velký ohlas jak u čtenářů, tak u literárních kritiků. O dva roky později natočil sám Kazan podle tohoto románu stejnojmenný film.